# Antonio Cotogni
Antonio Cotogni (né le 1er août 1831 à Rome et mort dans la même ville le 15 octobre 1918) était un baryton et pédagogue italien, l'un des plus éminents du XIXe siècle

## Biographie

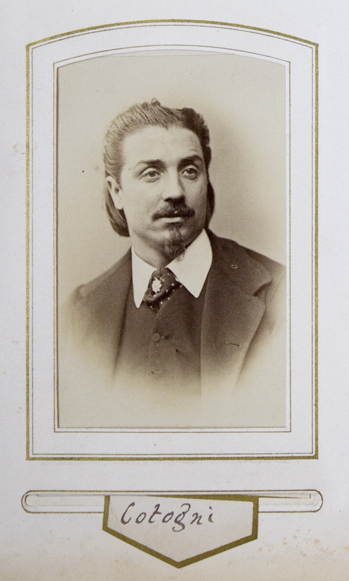
Antonio Cotogni

Cotogni étudie avec Fontemaggi, et débute à Rome en 1852, en Belcore dans L'elisir d'amore. Après avoir chanté dans toute l'Italie, il fait ses débuts à La Scala de Milan en 1860. Très admiré par Giuseppe Verdi, dont il 
chante la majorité des grands rôles, parfois sous la direction du compositeur lui-même, notamment la première en Italie de Don Carlo à Bologne en 1867.
Il entame alors une carrière internationale qui le mène à Lisbonne, Madrid, Londres, Paris, Saint-Pétersbourg, etc. Célèbre pour la beauté et la puissance de sa voix, ainsi que la chaleur et l'émotion de son chant, il se retire en 1898, après avoir chanté quelque 127 rôles.
Il se tourne alors vers l'enseignement, d'abord à Saint-Pétersbourg, puis à l'Académie nationale de Sainte-Cécile à Rome, à partir de 1899. Tenu pour le fondateur de l'école romaine de chant. Il devient l'un des plus fameux professeurs de tous les temps, parmi ses élèves Jean de Reszke, Mattia Battistini, Mariano Stabile, Giuseppe De Luca, Beniamino Gigli, Giacomo Lauri-Volpi.